# Paty (álbum)
Paty é um álbum da cantora brasileira Patricia Marx, lançado em 1987 pela RCA. Trata-se do primeiro em carreira solo e seu lançamento ocorreu após sua saída do grupo infantil Trem da Alegria, no mesmo ano. 
Para promovê-lo foram lançados três singles "Festa do Amor", "Te Cuida Meu Bem" e "To Be Or Not To Be", que foram cantados em programas de TV e shows da turnê nacional, além de alguns terem entrado para trilha sonora de novelas.
Comercialmente, foi bem recebido. As vendas superaram 350 mil cópias em menos de um ano de lançamento, o que rendeu seus primeiros discos de ouro e de platina.

## Antecedentes e produção
Em 1987, já uma adolescente, Patricia gravou seu último disco junto ao grupo Trem da Alegria (que vendeu cerca de 1 milhão de cópias) e ansiava, em carreira solo, maior liberdade na escolha de um repertório que estivesse mais próximo ao seu gosto e idade.
O produtor musical Michael Sullivan não se ateve às negativas da RCA contra o projeto solo da cantora e começou a produzir o que seria o Paty. Segundo ele, "Ela canta muito. Tem consciência daquilo que está fazendo. É uma coisa muito forte, muito maior do que a idade dela. Essa força foi impossível de segurar. O ideal é que, nessa fase, se espere um pouco para lançar um artista quando mais adulto, mas a Patricia é artista pronta."
A princípio, a cantora queria gravar  um repertório que incluía estilos como a bossa nova. No entanto, a gravadora se recusou a investir em um disco com esse repertório. Mesmo assim, a artista conseguiu - após discussões com a empresa - incluir a faixa "Viva Sonhando" de Tom Jobim. Sobre esse processo para a inclusão da faixa, a cantora afirmou: "Foi com muita dificuldade, porque era um disco pré-adolescente e a música não era o perfil do álbum". Com exceção dessa faixa, todas as canções do disco são compostas por Michael Sullivan e Paulo Massadas.

## Singles
O primeiro single foi a canção "Festa do Amor", que entrou para a trilha sonora da telenovela Bambolê, da Rede Globo, sendo tema da personagem Cristina, vivida pela atriz Carla Marins. Em 2003, a canção "Festa do Amor" foi regravada pela apresentadora e cantora Eliana, em seu CD Festa, que vendeu mas de 100 mil cópias no Brasil e ganhou disco de ouro. Além de "Festa do Amor", os singles "To Be or Not to Be" e "Te Cuida Meu Bem" também fizeram sucesso na época. Segundo Patricia, a grande inspiração para o disco foi a cantora Madonna, a quem ela dizia ser fã.

## Recepção comercial
Foi bem recebido pelo público e vendeu mais de 350 mil cópias no Brasil, ganhando um disco de platina, que foi recebido pela cantora enquanto ela se apresentava no programa Discoteca do Chacrinha.

## Lista de faixas
- Créditos adaptados do encarte do LP Paty.[13]

| Lado A |                      |                                  |         |  |
| N.º    | Título               | Compositor(es)                   | Duração |  |
| 1.     | "To Be or Not to Be" | Paulo Massadas, Michael Sullivan | 3:52    |  |
| 2.     | "Quem Me Dera"       | Paulo Massadas, Michael Sullivan | 4:36    |  |
| 3.     | "Coração na Mão"     | Paulo Massadas, Michael Sullivan | 3:46    |  |
| 4.     | "Vivo Sonhando"      | Tom Jobim                        | 4:08    |  |

| Lado B |                                                                                  |                                  |         |  |
| N.º    | Título                                                                           | Compositor(es)                   | Duração |  |
| 1.     | "Festa do Amor"                                                                  | Paulo Massadas, Michael Sullivan | 3:42    |  |
| 2.     | "Te Cuida, Meu Bem"                                                              | Paulo Massadas, Michael Sullivan | 4:08    |  |
| 3.     | "Raio de Luar"                                                                   | Paulo Massadas, Michael Sullivan | 3:25    |  |
| 4.     | "Sonho Adolescente"                                                              | Paulo Massadas, Michael Sullivan | 3:44    |  |
| 5.     | "Abra a Boca e Feche os Olhos" (faixa bônus, presente em Trem da Alegria (1987)) | Paulo Massadas, Michael Sullivan | 3:30    |  |

## Certificação e vendas
| País   | Certificação | Vendas certificadas |
| ------ | ------------ | ------------------- |
| Brasil | Platina      | +350,000            |